# Anthophorula serrata
Anthophorula serrata är en biart som först beskrevs av Heinrich Friese 1899.  Anthophorula serrata ingår i släktet Anthophorula och familjen långtungebin. Inga underarter finns listade i Catalogue of Life.